# Channing H. Cox

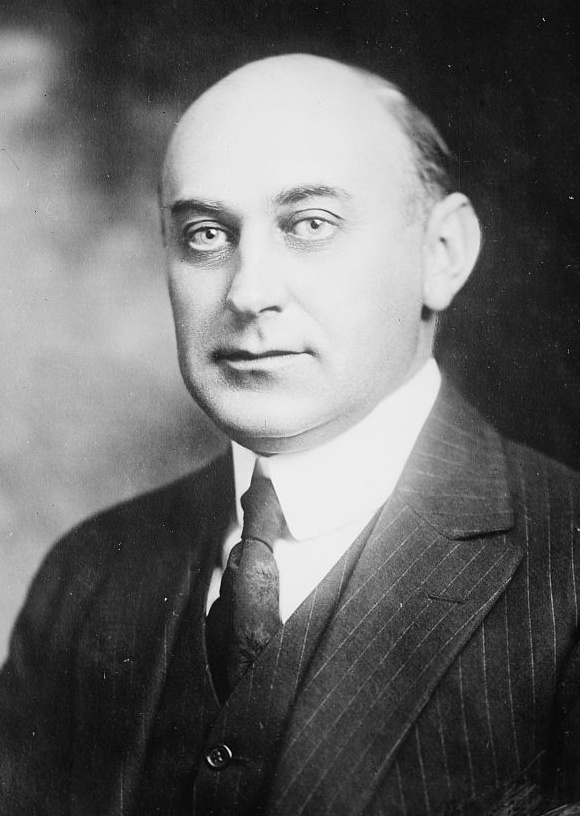
Channing H. Cox

Channing Harris Cox (* 28. Oktober 1879 in Manchester, New Hampshire; † 20. August 1968) war ein US-amerikanischer Politiker und von 1921 bis 1925 Gouverneur des Bundesstaates Massachusetts.

## Frühe Jahre und politischer Aufstieg
Channing Cox besuchte bis 1901 das Dartmouth College und studierte anschließend bis 1904 an der Law School der Harvard University Jura. Politisch wurde er Mitglied der Republikanischen Partei. Von 1911 bis 1919 war er Abgeordneter im Repräsentantenhaus von Massachusetts, dem er von 1915 bis 1918 als Speaker vorsaß. Danach war er zwischen 1919 und 1921 Vizegouverneur und damit Stellvertreter von Gouverneur Calvin Coolidge, zu dessen Nachfolger er im November 1920 gewählt wurde.

## Gouverneur von Massachusetts
Channing Fox trat sein neues Amt am 6. Januar 1921 an und konnte es bis zum 8. Januar 1925 ausüben. In dieser Zeit wurden die Bankgesetze des Staates geändert. Die Ansprüche für Opfer von Arbeitsunfällen wurden erhöht und die Kinderarbeit wurde weiter eingeschränkt. Damals wurde auch im ganzen Staat Massachusetts die allgemeine Schulpflicht eingeführt. Immobilienmakler wurden erstmals mit einer Steuer auf ihre Gewinne belegt.
Nach dem Ende seiner Gouverneurszeit zog sich Cox aus der Politik zurück. Er arbeitete in einer privaten Anwaltskanzlei. Zeitweise war er auch auf dem Bankensektor und in der Industrie als Manager tätig. Channing Cox starb im Jahr 1968 im Alter von 88 Jahren. Mit seiner Frau Mary Young hatte er ein Kind.